# 团坝镇
团坝镇，是中华人民共和国四川省达州市大竹县下辖的一个乡镇级行政单位。

## 行政区划
团坝镇下辖以下地区：
街道社区、江卫村、农华村、五星村、中元村、新生村、白坝村、大河村和赵家村。